# 阻尼器

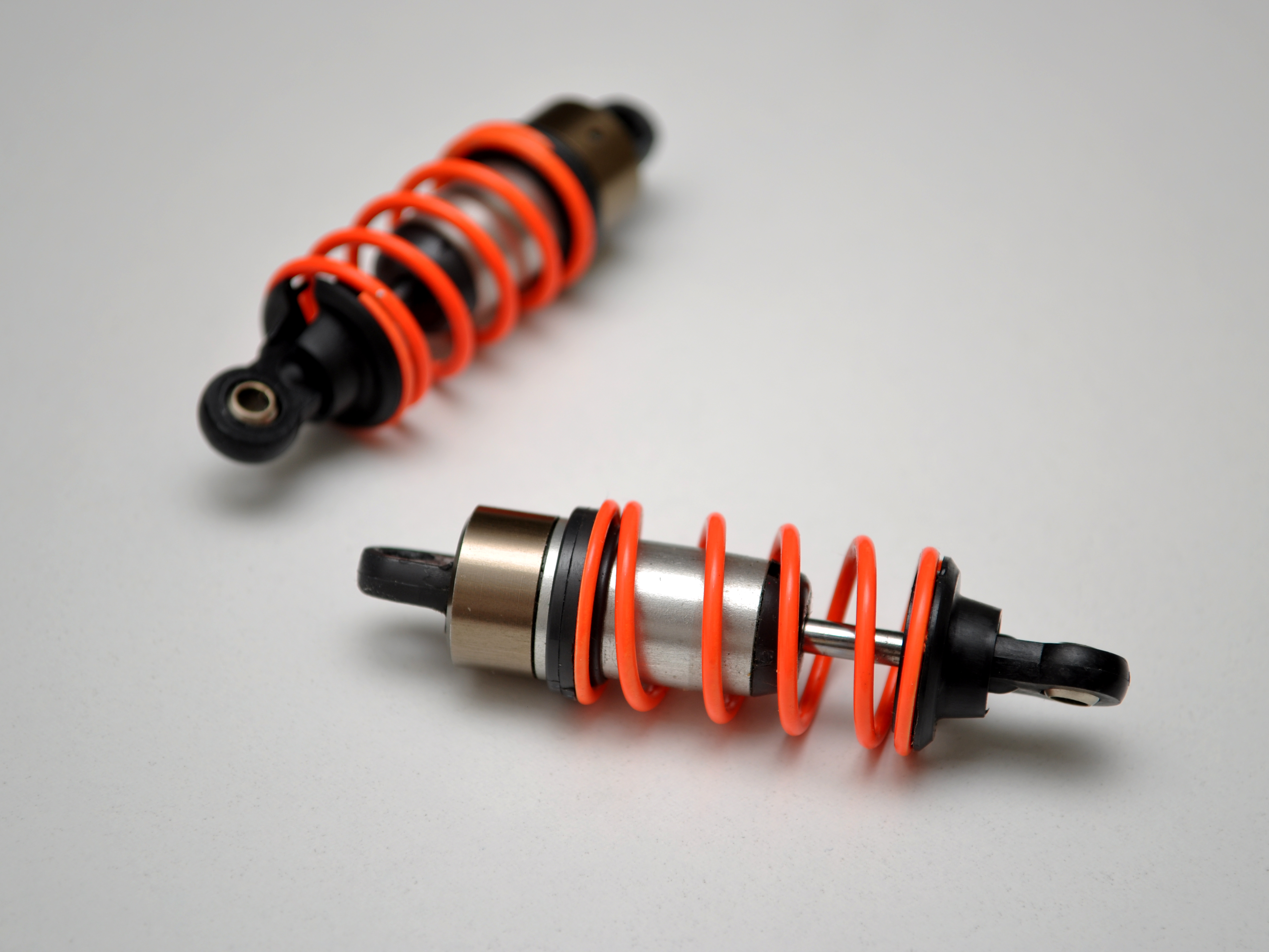
模型車上用的小型油壓Coilover避震器

阻尼器（英語：shock absorber 或 damper）也稱為避震器，是一種利用阻尼特性來吸收或抑制衝量，藉以減緩力學振动及消耗動能的機械或液壓裝置。大部分的阻尼器都是以黏壶（dashpot）的形式，透過黏滯流體的阻尼來吸收或抑制衝量。

## 說明
氣動及液壓的阻尼器常和避震器以及彈簧一起使用。汽車阻尼器常會配合加上彈簧的止回閥以及孔口，可以用內部的活塞控制油的流動。
在設計或選擇阻尼器時，設計考量中需考慮要把能量帶往何處。大部份的阻尼器會讓能量變成粘性流體的熱。用在液壓缸上，會加熱液压液，不過在氣壓缸則多半會將熱空氣排到大氣中。在其他種類的阻尼器中（例如电磁類型的），可以將散失的能量儲存，之後再使用。阻尼器可以幫助汽車的避震系統，在不平的路上行駛，也讓輪胎可以持續和路面接觸。

### 汽車懸吊系統
汽車懸吊系統可以減少在不平路面上行駛的影響，因此可以提昇行駛品質 and 汽车操控。避震器可以限制懸吊系統的位移程度，不過其主要目的是要讓彈簧產生的振盪耗散消失。避震器會用閥門控制油或是氣體的運動，以吸收彈簧過剩的能厘。車廠會依車重來選擇適當剛度的彈簧。有些會用避震器來調整彈簧剛度，但這不正確。配合輪胎本身的遲滯現象，避震器和輪胎可以讓簧下質量的動能漸漸變小。有效的輪子彈跳阻尼可能需調整避震器才能達到最佳阻力。
以弹簧為基礎的避震器多半會配合螺旋彈簧或板簧，不過在扭力桿懸吊系統中也會使用扭力彈簧。單單只有彈簧不能算是避震器，因為彈簧只會儲存能量，不會吸收能量或是將能量耗散。汽車上一般會有液壓的阻尼器再配合彈簧或扭力桿。此組合下的「避震器」會專指吸收能量以及讓能量耗散的液壓活塞。

### 建築
有些摩天大樓為了減緩地震或强风吹袭時的搖晃，也會設有阻尼器，例如台北101、高雄85大樓、上海中心大廈、上海環球金融中心、平安金融中心、川普大樓、花旗集團中心等。

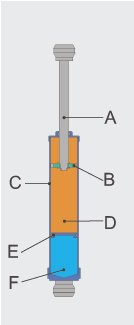
氣體阻尼器

气体阻尼器运作示范

## 外部連結
- 如何幫大樓抗風防震？淺談台北101大樓阻尼器